# The American Heritage Dictionary of the English Language
The American Heritage Dictionary of the English Language (AHD) é um dicionário estadunidense de língua inglesa publicado pela Houghton Mifflin, sendo que a primeira edição foi lançada em 1969.